# 關影憐

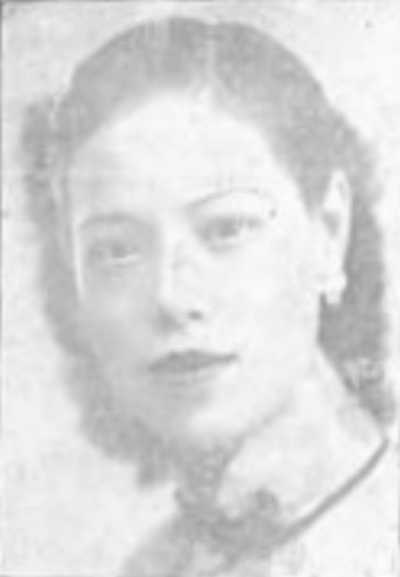
香港粵劇艷旦、風騷電影艷星：關影憐小姐(1940年)

關影憐（英語：Kwan Ying Lin；?—1979年11月18日），原名周蓮（英語：Chow Lin），籍貫廣東省中山縣小欖鎮。活躍於20世紀20年代至50年代的著名粵劇一線花旦，亦演出香港電影。

## 家庭
- 生父：周雲生；生母：何氏；兩人只生一位獨女：周蓮(關影憐)。
- 生母何氏在周蓮4歲時就死去，生父周雲生再聚後母伍氏。
- 後母伍氏偽稱出外傭工，帶周蓮改嫁戲子關其楊。從此周蓮改名「關影憐」，並在戲班工作。工錢萬餘元，均被養父母燒煙豪賭揮霍盡。
- 在1921年 因憤養母伍氏虐待，呈請中華民國公安局准予回復自由。結果判關影憐在20天內補回600元給養母關伍氏[1][2]。
- 丈夫亦是梨園中人，擔任小武，名叫「靚潤蘇」[3]。
- 關影憐有三位女兒，其中長女是粵劇紅伶區楚翹，曾與粵劇金牌小武桂名揚結婚。

- 粵劇風騷艷旦徐人心(徐漱芳)為關影憐的徒弟，盡得學她的風情戲[4]。

## 粵劇事業
- 1921年，粵劇全女班突然抬頭，全男班多被壓倒，當時最受歡迎的女花旦有蘇州妹( 首本戲：「夜吊秋喜」)及李雪芳 ( 首本戲：「黛玉葬花」)。那時關影憐是後起之秀，有聲有色，能演能唱，擅長演「風情戲」，她與蘇醒群不分正副為「冠群芳」(粵劇團) 的正印花旦，她們都屬綺齡玉貌，演技唱功各有千秋。關影憐婀娜多姿，她的首本戲本是「蜑家妹賣馬蹄」，此劇通俗而惹笑，凡上演必能滿座，因此有些班主直接將其改名為「關影憐賣馬蹄」。關影憐演唱喜劇，一笑嫣然，風情萬種，顛倒不少戲迷[3][5]。
- 關影憐亦曾經是薛覺先的二幫花旦，與關德興合演《潘金蓮》得「生藕皇后」的稱號[6]。但除風騷外，亦有其他戲路，如反串演梁天來一角。[5]
- 於陳錦棠的錦添花劇團期間，亦在《金蓮戲叔》中演潘金蓮，被譽為「再世金蓮」，更因過於風騷令部分人認為「淫穢」，此劇目一度被禁演。[7]

## 香消玉殞
關影憐在1979年11月18日(星期日)早上因骨癌，在美國病逝於醫院，享齡70多歲。

## 部份關影憐的粵曲
- 《軟語慰痴顰》：關影憐、白玉堂；
- 《西蓬擊掌》：關影憐、半日安；
- 《多情妻子有情郎》：關影憐、石燕子；
- 《冇膽趙子龍》：關影憐、馬師曾；
- 《呷醋第一人》：關影憐、廖了了。

## 部分關影憐的電影
- 1936年《客途秋恨》：飾演多情妓女麥秋娟；
- 1937年《摩登武大郎》：飾演惡妻；
- 1937年《神秘之夜》，香港的第一齣歌唱片，對白均以歌唱形式唱出。此片亦是香港出品的第一部大卡士大製作，片中參與演出的明星多達50位。

## 外部連結
- 香港電影資料館：關影憐參演電影的記錄[永久]
- 香港影庫：關影憐 （页面存档备份，存于）